# Carnival Phantasm
Carnival Phantasm (Nhật: カーニバル・ファンタズム Hepburn: Kānibaru Fantazumu) là loạt OVA hài hước dựa trên bộ manga giễu nhại Type-Moon mang tên Take-Moon (テイク・ムーン Teiku Mūn) của Eri Takenashi. Tác phẩm tập trung vào những tình huống phi lý xảy ra với các nhân vật trong Fate/stay night, Melty Blood và Tsukihime. Tác phẩm có một phần tiếp nối theo phong cách tinh thần mang tên Fate/Grand Carnival.

## Cốt truyện
Ahnenerbe là một quán rượu chỉ xuất hiện tạm thời giữa các thế giới song song. Cứ mỗi mười năm một lần, một sự kiện gọi là "Khoảnh khắc Carnival" sẽ diễn ra, nơi những câu chuyện từ các chiều không gian và thế giới khác nhau giao thoa, cho phép các nhân vật từ nhiều tác phẩm khác nhau gặp gỡ nhau. Rất nhiều nhân vật thuộc vũ trụ Type-Moon, chủ yếu từ Fate/stay night và Tsukihime, cùng xuất hiện. Họ trải qua hàng loạt tình huống và màn giễu nhại hài hước mà không xuất hiện trong các trò chơi gốc.

## Phát triển
Loạt phim này được phát triển nhằm kỷ niệm 10 năm thành lập TYPE-MOON. Mùa thứ ba bao gồm tập anime đặc biệt dài 12 phút Fate/Prototype.

## Truyền thông

### Manga
Take-Moon được xuất bản dưới dạng truyện tranh bởi Ichijinsha, với hai tập được phát hành từ ngày 25 tháng 6 năm 2004 đến ngày 9 tháng 8 năm 2006. Một bản tái bản của tập đầu tiên được phát hành vào ngày 26 tháng 11 năm 2011, bao gồm cả phiên bản in và phiên bản dành cho máy đọc sách.

### Anime
Loạt anime được sản xuất bởi studio Lerche, do Seiji Kishi đạo diễn, Makoto Uezu biên kịch và Takanashi Yasuharu sáng tác nhạc. Ấn bản tháng 1 của tạp chí Nguyệt san Comic Rex thuộc Ichijinsha đã thông báo rằng Take-Moon sẽ được chuyển thể thành anime.
Bộ anime được phát hành theo từng mùa, mỗi mùa gồm bốn tập. Mùa đầu tiên phát hành vào ngày 12 tháng 8 năm 2011, mùa thứ hai vào ngày 28 tháng 10, và mùa thứ ba vào ngày 31 tháng 12. Một tập đặc biệt có tiêu đề "Carnival Phantasm EX Season" được phát hành cùng với bản tổng hợp manga Take-Moon vào ngày 26 tháng 11 năm 2011. Một ấn bản đặc biệt của Take-Moon cũng được công bố vào ngày 10 tháng 10 năm 2011.
Mùa đầu tiên được phát hành dưới dạng đĩa Blu-ray tại Nhật Bản vào ngày 14 tháng 8 năm 2011, và mùa thứ hai vào ngày 28 tháng 10. Một phiên bản đầy đủ được công bố vào ngày 8 tháng 2 năm 2015 và phát hành vào ngày 30 tháng 4.
Bài hát ở phần mở đầu là "Super☆Affection" do Minami Kuribayashi, Miyuki Hashimoto, Faylan, Aki Misato, Yozuca* và Rino trình bày. Bài hát kết thúc là "Fellows" do Masaaki Endoh thể hiện.

#### Danh sách tập phim
| TT       | Tiêu đề | Ngày phát hành gốc   |
| -------- | --- | -------------------- |
| 1        | "The 5th Great Clash of the Magicians: The Holy Grail War" Chuyển ngữ: "Dai-go-ji Majutsushi Dai-gekitosu Chikichiki Seihai Sensō" (tiếng Nhật: 第5次魔術師大激突チキチキ聖杯戦争) | 12 tháng 8 năm 2011  |
| 2        | "Badump! Melty Blood" Chuyển ngữ: "Doki Meruti Buraddo" (tiếng Nhật: ドキッ☆メルティブラッド)                                                                                      | 12 tháng 8 năm 2011  |
| 3        | "It's a Daydream Everywhere" Chuyển ngữ: "Dokodemo Hinata no Yume" (tiếng Nhật: どこでもヒナタノユメ)                                                                              | 12 tháng 8 năm 2011  |
| 4        | "Badump! Date Super Plan" Chuyển ngữ: "Dokidoki Dēto Dai-sakusen" (tiếng Nhật: ドキドキデート大作戦)                                                                               | 12 tháng 8 năm 2011  |
| 5        | "Berserker's First Errand" Chuyển ngữ: "Bāsākā Hajimete no Otsukai" (tiếng Nhật: バーサーカー はじめてのおつかい)                                                                  | 28 tháng 10 năm 2011 |
| 6        | "Type-Moon Serial TV Novel Sakura" Chuyển ngữ: "Katasuki Renzoku Terebi Shōsetsu Sakura" (tiếng Nhật: 型月連続テレビ小説 さくら)                                                   | 28 tháng 10 năm 2011 |
| 7        | "An Expert Gift" Chuyển ngữ: "Tsū na Okurimono" (tiếng Nhật: 通な贈り物) | 28 tháng 10 năm 2011 |
| 8        | "Saber at Work" Chuyển ngữ: "Hataraku Seibā" (tiếng Nhật: はたらくセイバー) | 28 tháng 10 năm 2011 |
| Đặc biệt | "Ilya's Castle" Chuyển ngữ: "Iriya Jō" (tiếng Nhật: イリヤ城) | 28 tháng 10 năm 2011 |
| EX       | "EX Season" | 26 tháng 11 năm 2011 |
| 9        | "Holy Grail Grand Prix" Chuyển ngữ: "Seihai Granprix" | 31 tháng 12 năm 2011 |
| 10       | "Loli Reversion" Chuyển ngữ: "Sennō Tantei Rori Gaeri" (tiếng Nhật: 洗脳探偵ロリ返り)                                                                                              | 31 tháng 12 năm 2011 |
| 11       | "Final Dead Lancer" | 31 tháng 12 năm 2011 |
| 12       | "Badump! Date Super Plan - Answer" Chuyển ngữ: "Dokidoki Dēto Dai-sakusen - Kaitō-hen" (tiếng Nhật: ドキドキデート大作戦 解答編)                                                   | 31 tháng 12 năm 2011 |
| -        | "Fate/Prototype" | 31 tháng 12 năm 2011 |
| Đặc biệt | "HibiChika Special" Chuyển ngữ: "HibiChika Supesharu" (ひびちかスペシャル) | 7 tháng 7 năm 2012   |